# 直伸肖峭
直伸肖峭（学名：Tetragnatha extensa）为肖峭科肖峭属的动物。分布于日本以及中国大陆的广布等地，主要栖息于稻、棉田及草丛。

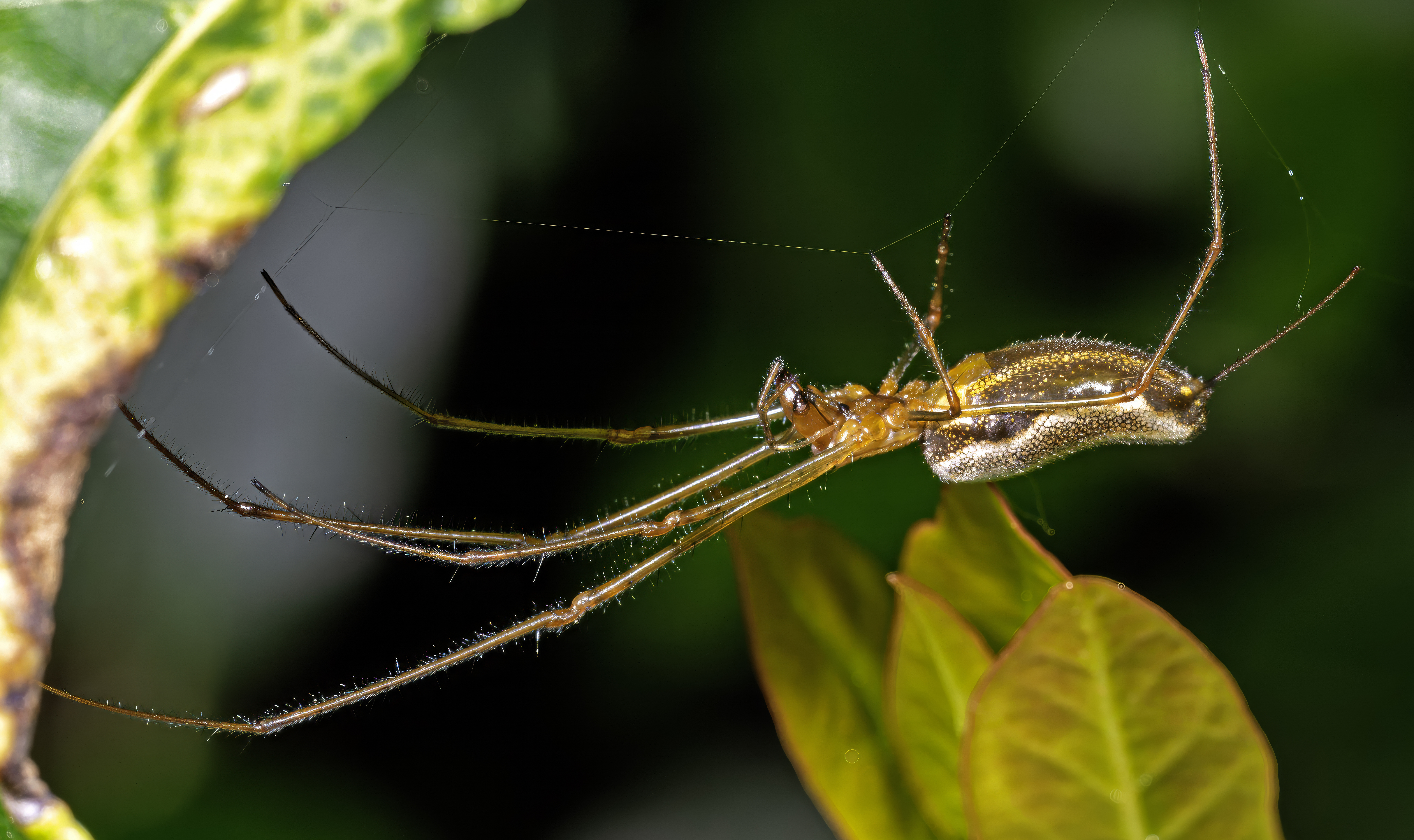
輪廓